# WrestleMania XI
WrestleMania XI foi o décimo primeiro evento de luta livre profissional WrestleMania produzido pela World Wrestling Federation (WWF) e transmitido em formato pay-per-view, que aconteceu em 2 de abril de 1995 no Hartford Civic Center em Hartford, Connecticut.
No evento principal, o jogador da NFL Lawrence Taylor enfrentou Bam Bam Bigelow como conclusão da rivalidade iniciada no Royal Rumble de 1995. Taylor venceu o combate, o que levou Bigelow a ser expulso da Million Dollar Corporation de Ted DiBiase. Shawn Michaels enfrentou o campeão mundial peso-pesado da WWF Diesel pelo título, mas não conseguiu conquistá-lo. Jeff Jarrett manteve seu WWF Intercontinental Championship contra Scott Hall. Owen Hart e seu parceiro misterioso, Yokozuna, enfrentaram The Smoking Gunns pelo WWF Tag Team Championship e ganharam os títulos.
A lutra entre Taylor e Bigelow trouxe grande cobertura para a WWE. As reações foram mistas; algumas pessoas consideraram que Taylor teve uma boa atuação para um não-lutador. Outros acharam ruim a WWF fazer um jogador derrotar um lutador profissional. As avaliações foram mistas, e o evento tem sido considerado tanto como o pior WrestleMania de todos e como o evento que salvou a WWF.

## Resultados
| Nº                                          | Resultados | Estipulações                                            | Tempo |
| ------------------------------------------- | --- | ------------------------------------------------------- | ----- |
| 1                                           | The Allied Powers (Lex Luger e The British Bulldog) derrotou The Blu Brothers (Jacob e Eli) (com Uncle Zebekiah) | Luta de duplas                                          | 6:34  |
| 2                                           | Razor Ramon (com The 1–2–3 Kid) derrotou Jeff Jarrett (c) (com The Roadie) por desqualificação | Luta individual pelo WWF Intercontinetal Championship   | 13:32 |
| 3                                           | The Undertaker (com Paul Bearer) derrotou King Kong Bundy (com Ted DiBiase) | Luta individual com Larry Young como árbitro especial   | 6:36  |
| 4                                           | Owen Hart e Yokozuna (com Mr. Fuji e Jim Cornette) derrotou The Smokin' Gunns (c) (Billy e Bart) | Luta de duplas pelo WWF Tag Team Championship           | 6:36  |
| 5                                           | Bret Hart derrotou Bob Backlund | Luta "I Quit" com Roddy Piper como árbitro especial     | 9:34  |
| 6                                           | Diesel (com Pamela Anderson) derrotou Shawn Michaels (com Sid e Jenny McCarthy) | Luta individual pelo WWF Championship                   | 20:35 |
| 7                                           | Lawrence Taylor (com Ken Norton Jr., Chris Spielman, Carl Banks, Rickey Jackson, Reggie White e Steve McMichael) derrotou Bam Bam Bigelow (com Tatanka, King Kong Bundy, Ted DiBiase, Irwin R. Schyster, Nikolai Volkoff e Kama) | Luta individual com Pat Patterson como árbitro especial | 11:42 |
| (c) – Refere-se aos campeões antes da luta. | |                                                         |       |

## Outros participantes
| Commentaristas - Jerry "The King" Lawler - Vince McMahon Anunciador - Howard Finkel | Entrevistadores - Gorilla Monsoon - Todd Pettengill - Jim Ross Juízes - Mike Chioda - Danny Davis - Jack Doan - Earl Hebner - Tim White |